# Emerson College

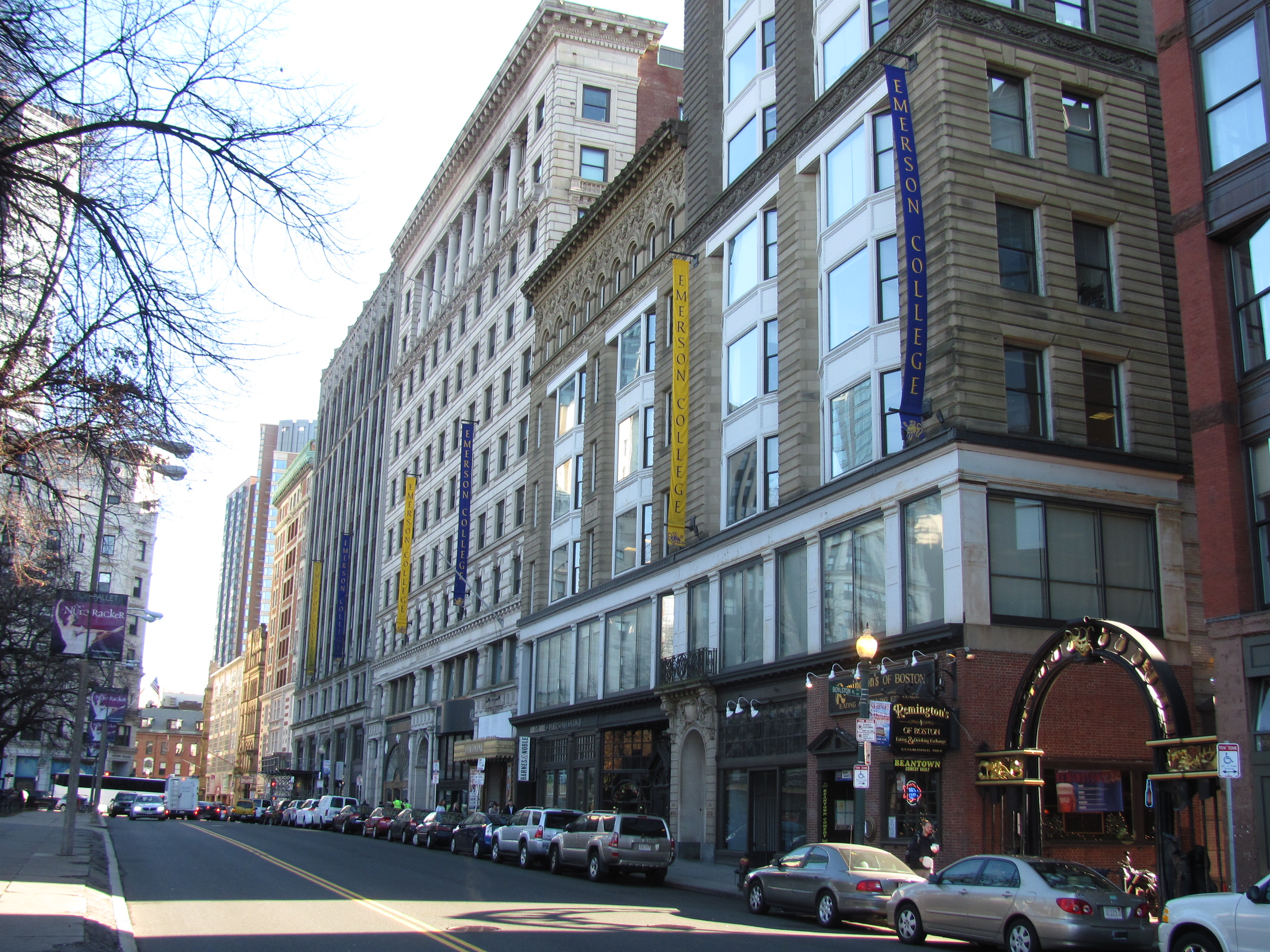
Emerson College 2011

Das Emerson College ist ein kleines privat betriebenes College mit einem Hauptcampus im Stadtzentrum von Boston. Es wurde 1880 als „School of Oratory“ von Charles Wesley Emerson gegründet und ist auf Kommunikationswissenschaften spezialisiert. Das College betreibt weitere Standorte, insbesondere eine Niederlassung in Los Angeles.

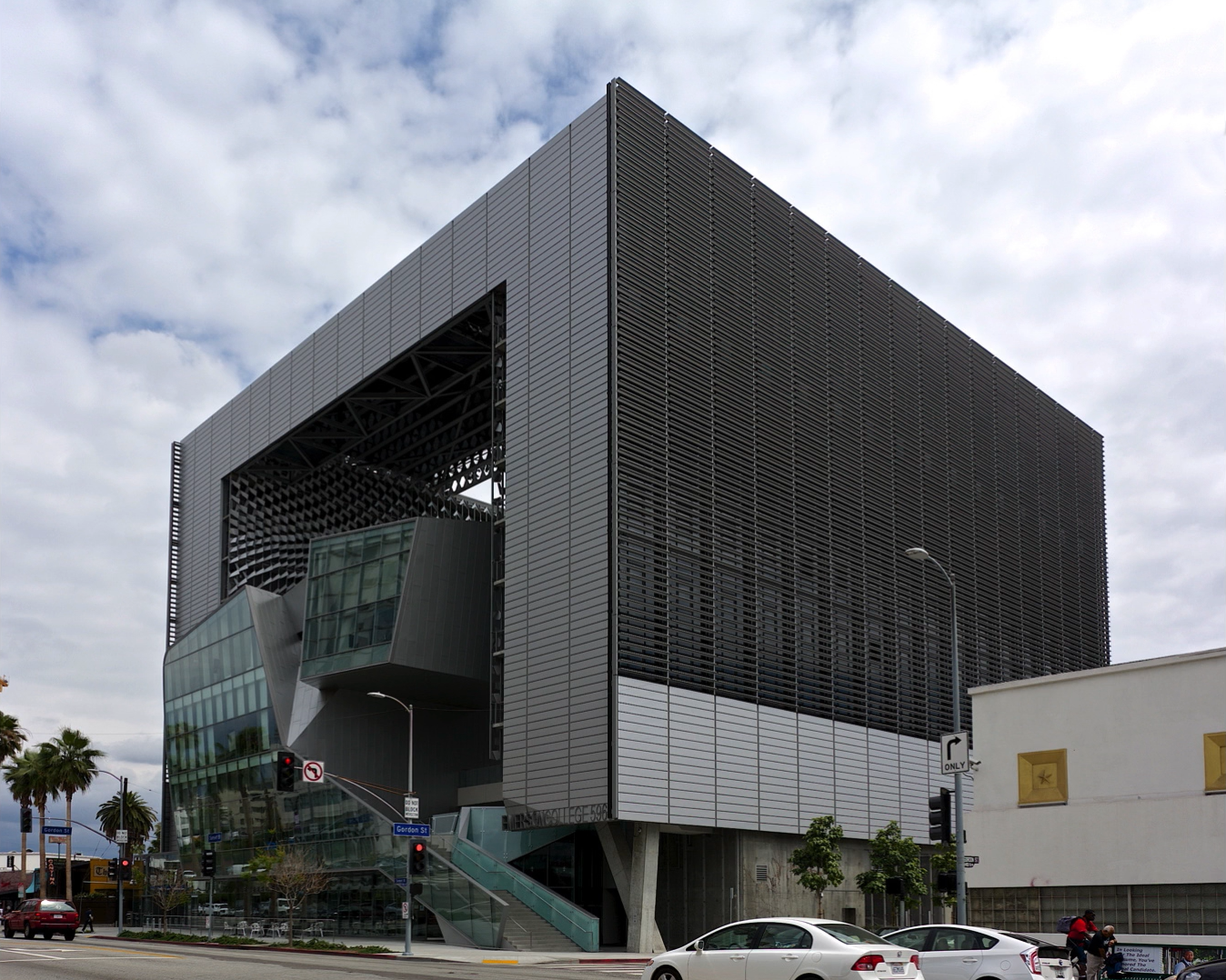
2014 eröffnetes Gebäude des Emerson College am Standort Los Angeles

Das College ist bei der „New England Association of Schools and Colleges“ akkreditiert. An akademischen Graden werden verliehen: Bachelor (B.A.), B.F.A., B.Sc., Master (M.A.), M.F.A. und M.S.Sp. Am Emerson College ist die renommierte Literaturzeitschrift Ploughshares angesiedelt. 2011 bis 2021 war Marvin Lee Pelton Präsident der Universität.

## Zahlen zu den Studierenden, den Dozenten und zum Vermögen
Im Herbst 2021 waren 5.900 Studierende am Emerson College eingeschrieben. Davon strebten 4.117 (69,8 %) ihren ersten Studienabschluss an, sie waren also undergraduates. Von diesen waren 64 % weiblich und 36 % männlich; 6 % bezeichneten sich als asiatisch, 4 % als schwarz/afroamerikanisch, 12 % als Hispanic/Latino, 56 % als weiß und weitere 15 % kamen aus dem Ausland. 1.783 (30,2 %) arbeiteten auf einen weiteren Abschluss hin, sie waren graduates. Es lehrten 670 Dozenten an der Universität, davon 224 in Vollzeit und 446 in Teilzeit. 2005 waren es etwa 2900 Undergraduates und 900 Graduates gewesen, 2018 circa 3.800 Undergraduates und 650 Graduates.
Die Zulassung erfolgt über ein jährliches Auswahlverfahren (ca. 5.000 Anträge für ca. 700 Studienplätze pro Jahr). Die Studienkosten betragen (2017) US$ 46.852 zuzüglich US$ 17.690 für Unterbringung und Verpflegung; rund zwei Drittel der Studenten erhalten finanzielle Beihilfen. 
2021 war das Verhältnis von Lehrkörper zu Studenten 1:13. Die Bibliothek umfasst mehr als 175.000 Bände, ca. 10.000 Microfilme, 9.000 audiovisuelle Materialien und 7.000 E-Books.
Der Wert des Stiftungsvermögens der Universität lag 2021 bei 259,6 Mio. US-Dollar und damit 41,8 % höher als im Jahr 2020, in dem es 183,3 Mio. US-Dollar betragen hatte.